# Каликст, Георг
Георг Каликст (лат. Georg Calixtus; или Calixt; также Каллизен; Kallisen; 14 декабря 1586, Медельби — 19 марта 1656) — лютеранский богослов, последователь Меланхтона.

## Биография
Родился в Шлезвиге. Был профессором богословия в Хельмштедте. Уже его диссертация «De praecipuis religionis Christianae capitibus» (Гельмшт., 1613) вызвала неодобрение строгих ревнителей веры, а сочинение «De immortalitate animae et resurectione mortnorum» и вовсе не было допущено к печати.
Георг Каликст впервые четко отделивший «теологию» от «веры», и его «Конспекты нравственного богословия» (1634) — это различение theologia dogmatica как исследование положений вероучения и нравственное богословие (theologia moralis) как исследование христианской нравственности (христианская этика как объединяющий фактор, призванный сбалансировать конфессиональные конфронтации).
Каликст был склонен рассматривать спорные вопросы между лютеранами и реформатами как несущественное сравнительно с тем, что было общего между ними, но даже допускал возможность объединения всех христианских церквей на почве «согласием первых пяти веков» неразделенной Церкви. При этом Каликст противопоставлял ересь и заблуждение. Например, католики и кальвинисты, с точки зрения лютеран не еретики, а заблудшие христиане. За свою излюбленную идею Каликст энергично стоял в целом ряде сочинений и на религиозном коллоквиуме в Торне (нем. Thorner Religionsgespräch; 1645). Противники, в частности Абрахам Калов, отвечали ему упреком в «криптокатолицизме», «криптокальвинизме» или «синкретизме».